# گورو (بم)
گورو یک منطقهٔ مسکونی در ایران است که در دهستان حومه واقع شده‌است. براساس سرشماری مرکز آمار ایران در سال ۱۳۹۵، گورو ۴۶ نفر جمعیت دارد.